# Afanita

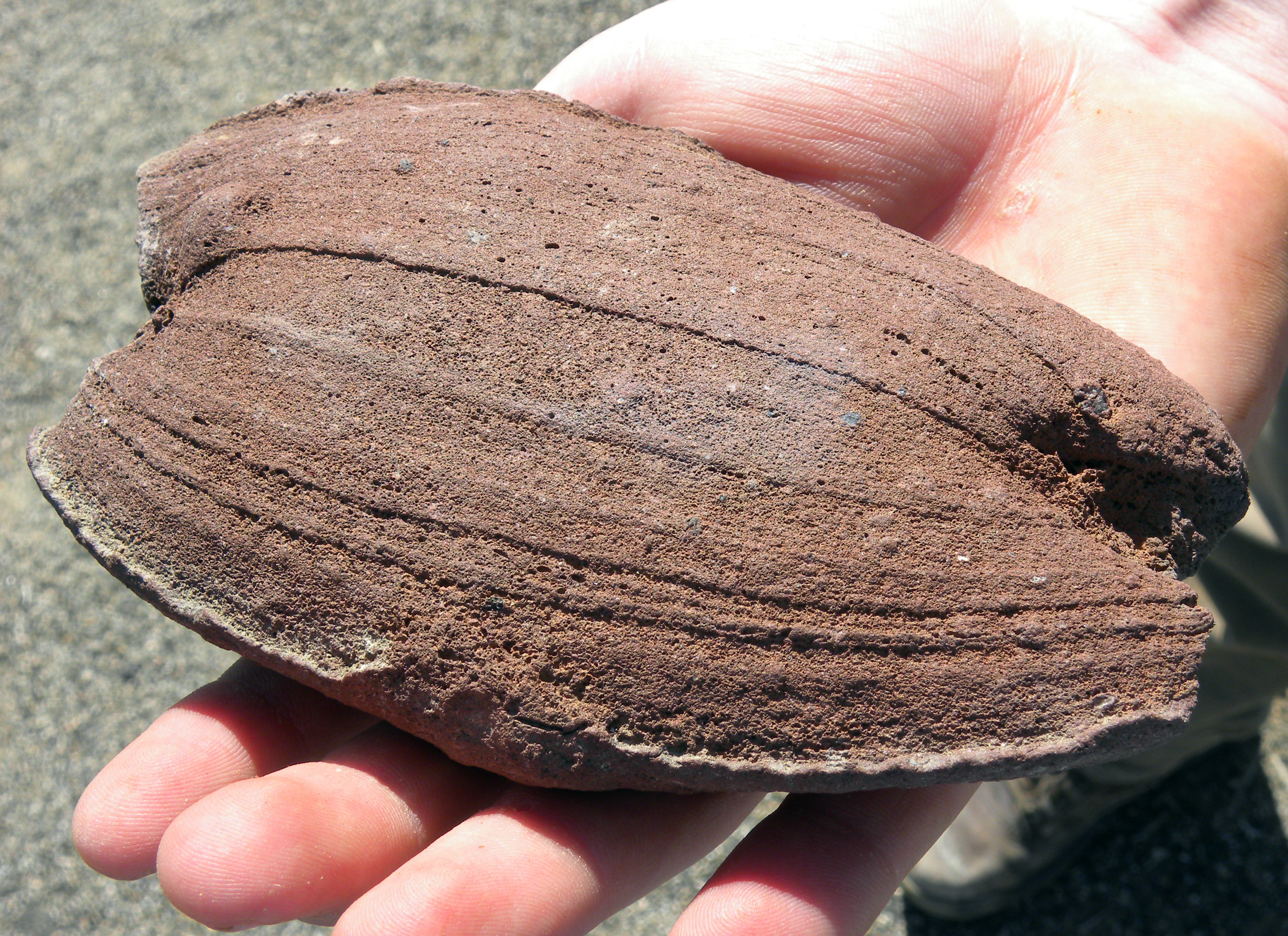
La suave textura de esta bomba volcánica basáltica es afanítica.

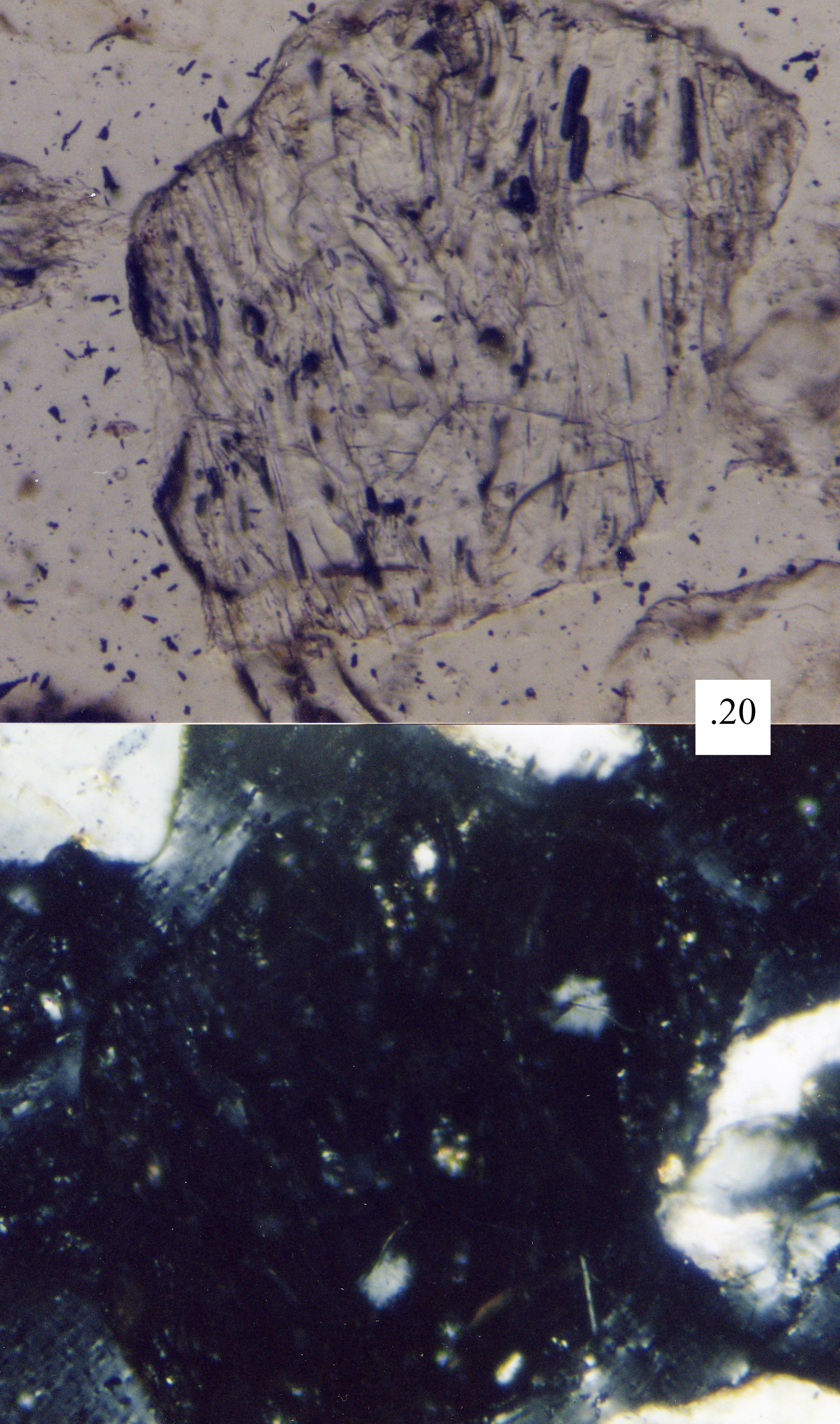
Un grano de arena volcánica afanítica con una masa de tierra de grano fino y cómo se ve bajo con un microscopio petrográfico.

Afanita (del griego αφανης, 'invisible'), es un nombre dado a ciertas rocas ígneas que son tan finas que los componentes de sus cristales minerales no son detectables a simple vista. Por contraste, los minerales de las rocas ígneas faneríticas, son visibles a simple vista. 
Cuando tenemos una textura afanítica, al no ser posible la identificación a simple vista, se suelen caracterizar las rocas de grano fino por su color claro intermedio, que contienen fundamentalmente silicatos no ferromagnesianos u oscuro.
Esta textura geológica resulta de su rápido enfriamiento en entornos volcánicos o hipoabisales (subsuelo superficial). Como regla general, la textura de estas rocas no es la misma que la del vidrio volcánico (por ejemplo, la obsidiana), ya que el vidrio volcánico no es cristalino (amorfo) y tiene una apariencia similar al vidrio.
Las afanitas son comúnmente porfiríticas con grandes cristales incrustados en la masa de tierra o matriz fina. Las grandes inclusiones se llaman fenocristales. Consisten esencialmente en minerales de grano muy fino, como feldespato de plagioclasa, con hornblenda o augita, y pueden contener también biotita, cuarzo y ortoclasa.

## Rocas comunes que pueden ser afaníticas
- Andesita
- Basalto
- Basanita
- Dacita
- Felsita
- Fonolita
- Riolita
- Traquita